# Waldmühlbach
Waldmühlbach is een plaats in de Duitse gemeente Billigheim, deelstaat Baden-Württemberg, en telt 633 inwoners (2007).